# Женская сборная Японии по кабадди
Женская национальная сборная Японии по кабадди — представляет Японию на международных соревнованиях по кабадди. Управляющей организацией является Ассоциация кабадди Японии (англ. Japan Kabaddi Association).

## Результаты выступлений

### Азиатские игры
| Год  | Победы         | Ничьи          | Поражения      | Место          |
| ---- | -------------- | -------------- | -------------- | -------------- |
| 2010 | не участвовали | не участвовали | не участвовали | не участвовали |
| 2014 | 1              | 0              | 2              | 5              |
| 2018 | 0              | 0              | 4              | 9              |